# Roystonea palaea
Espèce
Roystonea palaea est une espèce éteinte de palmiers connue par des fleurs fossiles découvertes dans un fragment d'ambre dominicain du Burdigalien (Miocène inférieur), sur l'île d'Hispaniola,.

## Découverte
L'espèce est connue par une unique fleur mâle et une unique fleur femelle conservées dans le même fragment d'ambre. Ce spécimen, qui contient l'holotype et un paratype, fait actuellement partie des collections de l'Université d'État de l'Oregon à Corvallis, sous le numéro "Sd–9–101" ; il y a été étudié par George Poinar. Poinar a publié en 2002 la description de l'espèce dans le Botanical Journal of the Linnean Society, volume 139. 

## Étymologie
Son épithète spécifique provient du mot grec palaios, qui signifie « ancien ». Le fragment d'ambre a été découvert dans la mine de La Toca, au nord-est de Santiago de los Caballeros, en République dominicaine.

## Description
R. palaea a été placée dans le genre Roystonea, qui possède dix espèces actuelles originaires des îles des Caraïbes, de la Floride et des Amériques Centrale et du Sud. Beaucoup des caractères utilisés pour distinguer les espèces actuelles du genre, notamment la couleur, ne sont pas visibles sur les fleurs conservées. Au cours de leur fossilisation, celles-ci sont devenues plus ou moins brunes, les anthères conservant seules une légère couleur blanchâtre. La structure de ces fleurs est proche de celle de R. oleracea et de R. dunlapiana, qui présentent toutes les deux un ratio similaire des longueurs des pétales et sépales. R. palaea se distingue surtout des espèces actuelles par la grandeur de son calice et les trois diffèrent par la forme et la longueur de leurs sépales : R. palaea a les plus longs et R. dunlapiana les plus courts. R. oleracea possède aussi des anthères plus grandes (3,5-4,7 mm) et recourbées à leurs extrémités, contrairement à R. palaea, qui a des anthères droites de 1,7-3,1 mm. R. dunlapiana a non seulement des sépales plus courts, mais ses anthères sont pourpres, alors que celles de R. palaea sont pâles.
La fleur femelle retrouvée est endommagée d'un côté. Son périanthe est déchiré, exposant le centre de la fleur et le fruit en cours de développement, portant la trace de deux lacérations . Poinar suggère que ces dommages sont dus à un herbivore qui aurait saisi la fleur, puis l'aurait laissée tomber dans la résine, qui s'est ensuite fossilisée. Beaucoup de Roystonea actuels ont en effet des fruits gras qui sont consommés par plusieurs espèces d'oiseaux et de chauve-souris.